# Wolfgang Gust

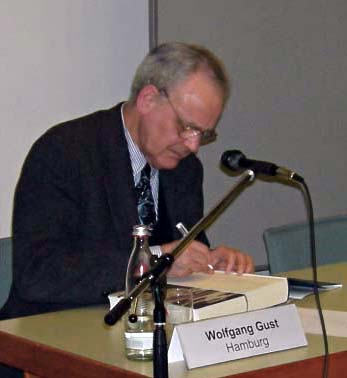
Wolfgang Gust während einer Signierstunde (2006)

Wolfgang Gust (* 9. April 1935 in Hannover) ist ein deutscher Journalist und Buchautor.

## Leben
Er studierte Romanistik in Freiburg, Bonn und Toulouse (Frankreich) und Betriebswirtschaft in Hamburg. Ab 1965 war er beim Nachrichtenmagazin Der Spiegel – zunächst als Wirtschafts-, dann Auslands-Redakteur. Ab Anfang 1970 ging er als Chefkorrespondent nach Paris; 1977 wurde er stellvertretender Auslandschef, 1981 Leiter des Ressorts SPIEGEL-BUCH. Nach dem Einstellen der Buchreihe war Gust Redakteur im Serienressort und Autor der Serie Bergkarabach und der Völkermord. Seit 1993 arbeitet er als freier Publizist und Autor. Bisher erschienen Der Völkermord an den Armeniern und Imperium der Sultane. Eine Geschichte des Osmanischen Reichs.
Gust prüfte die 1919 durch den evangelischen Theologen Johannes Lepsius herausgegebenen Akten des deutschen Auswärtigen Amts und stellte fest, dass in vielen Dokumenten durch Auslassungen und Fälschungen vor allem die deutsche Mitverantwortung am Völkermord an den Armeniern vertuscht worden war. Er publizierte in Zusammenarbeit mit seiner Frau im März 2000 den Wortlaut der Original-Akten samt englischer Übersetzung sowie die einzelnen Manipulationen im Internet. Drei Jahre später veröffentlichte er im gleichen Portal Hunderte weiterer deutscher AA-Akten zum Genozid. 2005 erschien eine Auswahl der wichtigsten Dokumente im Buch Der Völkermord an den Armeniern 1915/16. Die dazu verfasste kritische Rezension von Hilmar Kaiser löste eine heftige historische Kontroverse aus.

## Werke
- Der Völkermord an den Armeniern: Die Tragödie des ältesten Christenvolks der Welt. Hanser, München 1993, ISBN 3-446-17373-0.
- Das Imperium der Sultane. Eine Geschichte des Osmanischen Reichs. Hanser, München 1995, ISBN 3-446-17374-9; Nikol, Hamburg 2007, ISBN 978-3-937872-56-8.
- Der Völkermord an den Armeniern 1915/16. Dokumente aus dem Politischen Archiv des deutschen Auswärtigen Amts. zu Klampen, Springe 2005, ISBN 3-934920-59-4, englische Ausgabe: The Armenian genocide : evidence from the German Foreign Office archives, 1915 - 1916, New York, NY ; Oxford : Berghahn Books 2014, ISBN 978-1-78238-143-3.